# Tony Award de la meilleure reprise
Le Tony Award de la meilleure reprise (Tony Award for Best Revival) était un prix récompensant, entre 1977 et 1994, les meilleures reprises de pièce ou de comédie musicale, avant que les deux catégories distinctes soient créées.

## Gagnants et nominations

### Années 1970
| - 1977 : Porgy and Bess - Blanches colombes et vilains messieurs - La Cerisaie - L'Opéra de quat'sous - 1978 : Dracula - Le Tartuffe ou l'Imposteur - Timbuktu! - La Marque du poète | - 1979 : Aucun nommé cette année |

### Années 1980
| - 1980 : Morning's at Seven - La Commandante Barbara - Peter Pan - West Side Story - 1981 : The Pirates of Penzance - Brigadoon - Camelot - La Vipère - 1982 : Othello ou le Maure de Venise - A Taste of Honey - My Fair Lady - 1983 : On Your Toes - Tout est bien qui finit bien - Vu du pont - The Caine Mutiny Court-Martial - 1984 : Mort d'un commis voyageur - American Buffalo - Heartbreak House - Une lune pour les déshérités | - 1985 : A Day in the Death of Joe Egg - Cyrano de Bergerac - Beaucoup de bruit pour rien - Strange Interlude - 1986 : Sweet Charity - Hay Fever - Le marchand de glace est passé - Le Magot - 1987: Ils étaient tous mes fils - The Front Page - Vie et aventures de Nicholas Nickleby - Pygmalion - 1988 : Anything Goes - Un tramway nommé Désir - Cabaret - Dreamgirls - 1989 : Our Town - Ah, Wilderness! - Ain't Misbehavin' - Café Crown |

### Années 1990
| - 1990 : Gypsy - Sweeney Todd - The Circle - Le Marchand de Venise - 1991 : Un violon sur le toit - L'Avare - Peter Pan | - 1992 : Blanches colombes et vilains messieurs - The Most Happy Fella - On Borrowed Time - La Visite de la vieille dame - 1993 : Anna Christie - Sainte Jeanne - The Price - Wilder, Wilder, Wilder |